# André Gaboriaud
André Gaboriaud (Gémozac, 1 de mayo de 1895-Meschers, 23 de noviembre de 1969) fue un deportista francés que compitió en esgrima, especialista en la modalidad de florete. Participó en los Juegos Olímpicos de Ámsterdam 1928, obteniendo una medalla de plata en la prueba por equipos.

## Palmarés internacional
| Juegos Olímpicos | Juegos Olímpicos         | Juegos Olímpicos | Juegos Olímpicos    |
| Año              | Lugar                    | Medalla          | Prueba              |
| ---------------- | ------------------------ | ---------------- | ------------------- |
| 1928             | Ámsterdam (Países Bajos) | Medalla de plata | Florete por equipos |